# Euphorbia clivicola
Euphorbia clivicola ist eine Pflanzenart aus der Gattung Wolfsmilch (Euphorbia) in der Familie der Wolfsmilchgewächse (Euphorbiaceae).

## Beschreibung
Die sukkulente Euphorbia clivicola bildet aus einer fleischigen und knolligen Wurzel einen unterirdischen Trieb, der bis 15 Zentimeter lang und 3 Zentimeter dick wird. Dieser verzweigt sich an der Erdoberfläche und bildet über weitere Verzweigungen eine dichte Matte aus. Die vierkantigen Zweige werden bis 6 Zentimeter lang und etwa 1,5 Zentimeter dick. An den Kanten sind sie mit buchtigen Warzen versehen. Die dreieckigen Dornschildchen werden bis 4 Millimeter groß. Es werden Dornen bis 5 Millimeter Länge und sehr kleine Nebenblattdornen ausgebildet.
Der Blütenstand besteht aus einzelnen und einfachen Cymen, die nahezu sitzend sind. Die Cyathien erreichen 3,5 Millimeter im Durchmesser. Die länglichen Nektardrüsen sind gelb gefärbt und stoßen aneinander. Der Fruchtknoten ist nahezu sitzend. Über die Früchte und den Samen ist nichts bekannt.

## Verbreitung und Systematik
Euphorbia clivicola ist in der südafrikanischen Provinz Nordkap auf Felshängen mit Quarzit-Gestein verbreitet.
Die Erstbeschreibung der Art erfolgte 1951 durch Robert Allen Dyer.